# Менендес-и-Пелайо, Марселино
Марсели́но Мене́ндес-и-Пела́йо (исп. Marcelino Menéndez y Pelayo; 3 ноября 1856, Сантандер — 19 мая 1912, Сантандер) — испанский учёный, историк культуры и литературовед, номинант на Нобелевскую премию по литературе.

## Биография
Марселино Менендес-и-Пелайо родился в 1856 году в городе Сантандер в семье профессора математики Марселино Менендеса Пинтадо. Был очень одарённым ребёнком.
В 1871 году в возрасте 15 лет поступает в Барселонский университет, где занимается у профессора Мануэля Мила-и-Фонтанальса, специалиста по староиспанской литературе. Затем в 1873 году переводится в Мадридский университет.
В 1878 году в возрасте 22 лет становится профессором испанской литературы Мадридского университета.
В 1881 году избран членом Королевской испанской академии.
С 1898 года — директор Национальной библиотеки Испании.
В 1903 году члены Королевской испанской академии Мигель Мир и Франсиско Комеллеран выдвинули Марселино Менедеса-и-Пелайо на соискание Нобелевской премии по литературе. В последующие годы учёный ещё трижды претендовал на получение награды: в 1905 и 1910 годах его кандидатуру выдвигали представители академического сообщества, а в 1907 году — член Королевской академии юриспруденции Анхель Санчес-Рубио Ибаньес, маркиз де Валье-Амено.
Умер в 1912 году в Сантандере. Похоронен в базилике Сантандерского кафедрального собора.

## Научная деятельность
Наряду с Рамоном Менендесом Пидалем, был одним из наиболее видных представителей культурно-исторической школы в испанском литературоведении. В своих научных трудах он отстаивает гуманистические традиции национальной культуры.
Известность ему принесла книга «Испанская наука» (Ciencia Española, 1876), коллекция полемических эссе, защищающих традицию национальной культуры от политических и религиозных реформаторов. В последующих трудах он более отчётливо склоняется к ортодоксии и показывает себя сторонником ультрамонтанства.
С момента выхода сборника лекций «Кальдерон и его театр» (Calderón y su teatro, 1881) приобретает репутацию литературного критика. Исследования в области истории испанской литературы были продолжены в его трудах «История эстетических идей в Испании» (Historia de las ideas estéticas en España, 1883-91), «Антология лирической поэзии Кастилии» (Antología de poetas líricos castellanos, 1890—1916) и «Происхождение романа» (Orígenes de la novela, 1905—1915).

## Список произведений

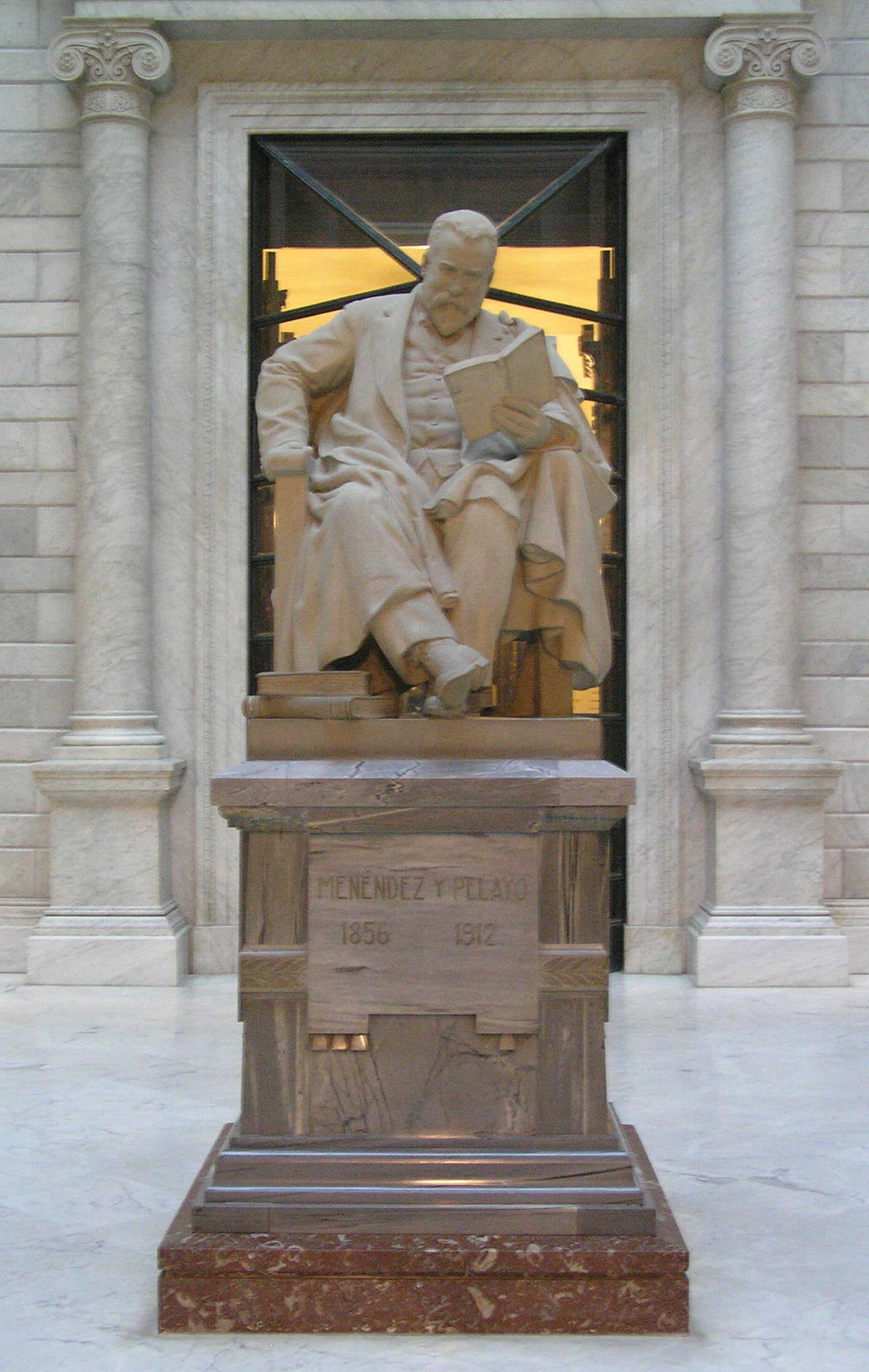
Памятник Менендес-и-Пелайо в фойе Национальной библиотеки Испании

- La novela entre los Latinos (Santander, 1875).
- Estudios críticos sobre escritores montañeses. I. Trueba y Cosío (Santander, 1876).
- Polémicas, indicaciones y proyectos sobre la ciencia española (Madrid, 1876).
- La ciencia española, 2ª edition (Madrid, 1887 −1880).
- Horacio en España (Madrid, 1877, 2ª ed. 1885).
- Estudios poéticos (Madrid, 1878).
- Odas, epístolas y tragedias (Madrid, 1906).
- Traductores españoles de la Eneida (Madrid, 1879).
- Traductores de las Églogas y Geórgicas de Virgilio (Madrid, 1879).
- Historia de los heterodoxos españoles (Madrid, 1880—1882).
- Calderón y su teatro (Madrid, 1881).
- Dramas de Guillermo Shakespeare, переводы (Barcelona, 1881).
- Obras completas de Marco Tulio Cicerón, переводы (Madrid, 1881—1884).
- Historia de las ideas estéticas en España (Madrid, 1883—1889).
- Estudios de crítica literaria (Madrid, 1884).
- Obras de Lope de Vega, 1890—1902.
- Antología de poetas líricos castellanos desde la formación del idioma hasta nuestros días, 1890—1908.
- Ensayos de crítica filosófica (Madrid, 1892).
- Antología de poetas hispano-americanos, 1893—1895.
- Historia de la poesía hispano-americana (Madrid, 1911).
- Bibliografía hispano-latina clásica (Madrid, 1902).
- Orígenes de la novela (Madrid, 1905—1915).
- El doctor D. Manuel Milá y Fontanals. Semblanza literaria (Barcelona, 1908).
- Obras Completas, started in 1911.
- «Biblioteca de traductores españoles», в Obras Completas, Madrid